# Llista de cràters d'Encèlad
En aquest article només es mostra els noms oficials aprovats per la Unió Astronòmica Internacional (UAI).
Aquesta és una llista de cràters amb nom d'Encèlad, una de les moltes llunes de Saturn, descoberta el 1789 per William Herschel (1738-1822).
El 2019, els 53 cràters amb nom d'Encèlad representaven el 0,96% dels 5475 cràters amb nom del Sistema Solar. Altres cossos amb cràters amb nom són Amaltea (2), Ariel (17), Cal·listo (142), Caront (6), Ceres (115), Dàctil (2), Deimos (2), Dione (73), Epimeteu (2), Eros (37), Europa (41), Febe (24), Fobos (17), Ganímedes (132), Gaspra (31), Hiperió (4), Ida (21), Itokawa (10), Janus (4), Japet (58), Lluna (1624), Lutècia (19), Mart (1124), Mathilde (23), Mercuri (402), Mimas (35), Miranda (7), Oberó (9), Plutó (5), Proteu (1), Puck (3), Rea (128), Šteins (23), Tebe (1), Terra (190), Tetis (50), Tità (11), Titània (15), Tritó (9), Umbriel (13), Venus (900), i Vesta (90).

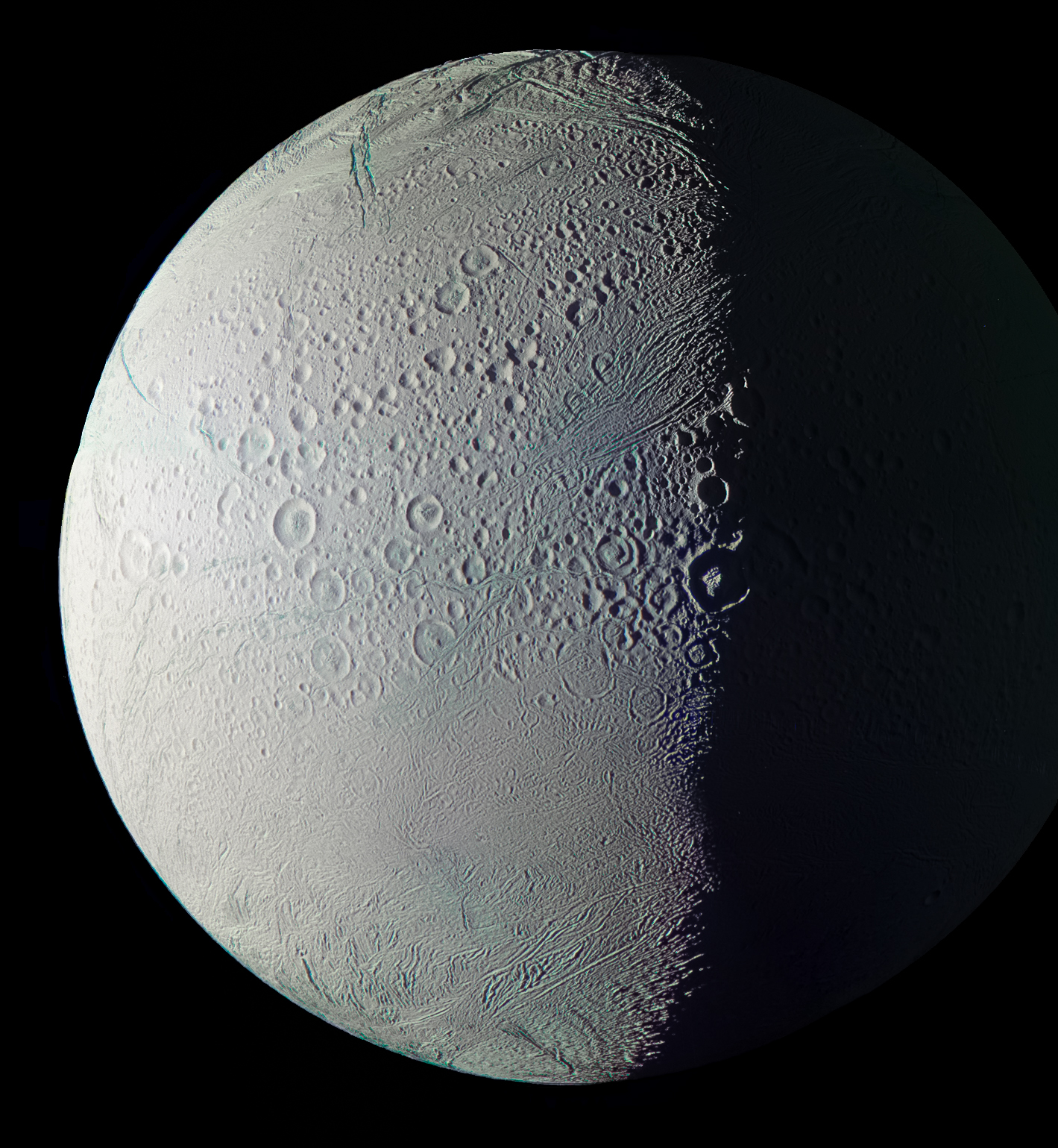
Imatge d'Encèlad presa per la sonda espacial Cassini, 2016
Mapa topogràfic d'Encèlad, 2006

Els cràters d'impacte són habitual en molts cossos del Sistema Solar. Gran part de la superfície d'Encèlad està coberta de cràters a diverses densitats i nivells de degradació. Aquesta subdivisió de terrenys amb cràters en funció de la densitat de cràters (i per tant, edat superficial) suggereix que Encèlad ha modificat la seva superfície en diverses etapes.
Les observacions de la sonda espacial Cassini van proporcionar una mirada molt més detinguda sobre la distribució i la mida dels cràters, demostrant que molts dels cràters d'Encèlad estan molt degradats a causa de la relaxació viscosa i la fracturació. La relaxació viscosa permet que la gravetat, en escales de temps geològics, deformi els cràters i altres característiques topogràfiques formades en gel d'aigua, reduint la quantitat de característiques topogràfiques en el temps. La velocitat que es produeix depèn de la temperatura del gel; el gel més càlid és més fàcil de deformar que el gel més fred. Els cràters viscosament relaxats acostumen a tenir un dom (o cúpula) o només es reconeixen com a cràters només per una vora circular. El cràter Dunyazad és un exemple primordial d'un cràter relaxat viscosament a Encèlad, amb un prominent dom.

## Llista
Els cràters d'Encèlad porten els noms de personatges i llocs vinculats al llibre Les mil i una nits.
La latitud i la longitud es donen com a coordenades planetogràfiques amb longitud oest (+ Oest; 0-360).
| Cràter     | Coordenades                              | Diàmetre (km) | Epònim | Ref.  |
| ---------- | ---------------------------------------- | ------------- | --- | ----- |
| Ahmad      | 57° 52′ N, 310° 01′ O / 57.87°N,310.02°O | 18,13         | Ahmed - Protagonista de la història Les aventures del príncep Ahmed; es casa amb la geni Peri Banu.                                           | WGPSN |
| Ajib       | 61° 41′ N, 239° 23′ O / 61.68°N,239.39°O | 15,68         | Ajib - Germà de Gharib de La història de Gharib i el seu germà Ajib.                                                                          | WGPSN |
| Aladdin    | 62° 41′ N, 22° 08′ O / 62.69°N,22.14°O   | 30,53         | Aladí - Protagonista de la història Aladí i la llàntia meravellosa.                                                                           | WGPSN |
| Al-Bakbuk  | 5° 16′ N, 191° 37′ O / 5.26°N,191.62°O   | 9,20          | Al-Bakbuk - Primer germà del barber de La història del desconcert.                                                                            | WGPSN |
| Al-Fakik   | 35° 31′ N, 306° 33′ O / 35.52°N,306.55°O | 15,20         | Al-Fakik - Tercer germà del barber de La història del desconcert.                                                                             | WGPSN |
| Al-Haddar  | 50° 29′ N, 200° 47′ O / 50.48°N,200.78°O | 15,08         | Al-Haddar - Segon germà del barber de La història del desconcert.                                                                             | WGPSN |
| Ali Baba   | 56° 50′ N, 17° 31′ O / 56.84°N,17.51°O   | 34,09         | Alí Babà - Protagonista de la història Alí Babà i els quaranta lladres.                                                                       | WGPSN |
| Al-Kuz     | 18° 53′ S, 178° 40′ O / 18.88°S,178.66°O | 10,15         | Al-Kuz - Quart germà del barber de La història del desconcert.                                                                                | WGPSN |
| Al-Mustazi | 21° 05′ S, 201° 45′ O / 21.09°S,201.75°O | 9,98          | Al-Mustazi - Pare de príncep benèvol Al-Mustansir de La història del desconcert.                                                              | WGPSN |
| Ayyub      | 38° 35′ N, 295° 01′ O / 38.58°N,295.02°O | 17,45         | Ayyub - Comerciant de Damasc, pare de Ghanim i Fitnah a la història El conte d'Ayyub el comerciant, el seu fill Ghanim i la seva filla Fitna. | WGPSN |
| Aziz       | 17° 44′ N, 348° 29′ O / 17.73°N,348.49°O | 10,52         | Aziz - Un home que es va casar amb la seva cosina Azizah a la història El conte d'Aziz i Azizah.                                              | WGPSN |
| Bahman     | 14° 42′ N, 61° 22′ O / 14.7°N,61.37°O    | 10,56         | Bahman - La més gran de les tres princeses de la història Les dues germanes envejaven la seva germana petita.                                 | WGPSN |
| Behram     | 15° 26′ S, 181° 29′ O / 15.43°S,181.49°O | 13,29         | Behram - Fill del rei de Pèrsia a la història El príncep Behram i la princesa Al-Datma.                                                       | WGPSN |
| Dalilah    | 51° 33′ N, 249° 39′ O / 51.55°N,249.65°O | 15,51         | Dalilah - Dona vella que enganya diversos homes.                                                                                              | WGPSN |
| Duban      | 58° 04′ N, 281° 16′ O / 58.07°N,281.26°O | 18,73         | Duban - Home savi que cura el rei Yunan de la lepra.                                                                                          | WGPSN |
| Dunyazad   | 41° 31′ N, 202° 02′ O / 41.51°N,202.04°O | 30,81         | Dunyazad - Germana de Xahrazad. | WGPSN |
| Fitnah     | 45° 23′ N, 289° 59′ O / 45.39°N,289.99°O | 15,54         | Fitnah - Filla d'Ayyub, germana de Ghanim de la història de Ghanim Bin Ayyub, el distret, esclau de l'amor.                                   | WGPSN |
| Ghanim     | 38° 44′ N, 280° 47′ O / 38.74°N,280.78°O | 14,18         | Ghanim - Fill d'Ayub, germà de Fitnah de la història de Ghanim Bin Ayyub, el distret, esclau de l'amor.                                       | WGPSN |
| Gharib     | 81° 07′ N, 241° 09′ O / 81.12°N,241.15°O | 26,00         | Gharib - Heroi de diverses històries. | WGPSN |
| Harun      | 36° 28′ N, 225° 44′ O / 36.47°N,225.74°O | 14,58         | Harun al-Rashid - Califa protagonista de diverses històries.                                                                                  | WGPSN |
| Hassan     | 31° 34′ S, 188° 55′ O / 31.57°S,188.91°O | 15,27         | Hassan - Personatge de la història Hassan de Bàssora.                                                                                         | WGPSN |
| Hisham     | 48° 15′ N, 280° 25′ O / 48.25°N,280.41°O | 21,40         | Hisham - Califa protagonista de la història El califa Hisham i el jove àrab.                                                                  | WGPSN |
| Ishak      | 47° 36′ N, 225° 01′ O / 47.6°N,225.02°O  | 13,84         | Ishak - Protagonista de la història Isaac Mossul i el comerciant.                                                                             | WGPSN |
| Ja'afar    | 34° 36′ N, 337° 34′ O / 34.6°N,337.56°O  | 10,15         | Ja'afar - Visir de Harun al-Rashid de la història Nur al-Din Ali i la dama Anis al-Jalis.                                                     | WGPSN |
| Jansha     | 30° 39′ S, 157° 24′ O / 30.65°S,157.4°O  | 10,80         | Jansha - Heroïna de La història de Jansha. | WGPSN |
| Julnar     | 53° 46′ N, 347° 05′ O / 53.76°N,347.09°O | 17,32         | Julnar - Heroïna de les històries entre la 738a i la 756a nit.                                                                                | WGPSN |
| Kamar      | 40° 37′ S, 32° 15′ O / 40.62°S,32.25°O   | 19,55         | Kamar al-Akmár - Príncep, fill de Sabur (rei de Pèrsia), de la història El cavall de banús.                                                   | WGPSN |
| Kasim      | 42° 21′ N, 173° 03′ O / 42.35°N,173.05°O | 10,53         | Kasim - El germà d'Ali Baba de la història Ali Baba i els quaranta lladres.                                                                   | WGPSN |
| Khusrau    | 4° 06′ S, 185° 52′ O / 4.1°S,185.86°O    | 12,40         | Khusrau - Rei, marit de Shirin de la història Khusrau, Shirin i el pescador.                                                                  | WGPSN |
| Ma'aruf    | 37° 10′ S, 333° 35′ O / 37.16°S,333.58°O | 7,02          | Ma'aruf - El protagonista de la història Ma'aruf el sabater i la seva dona Fatima.                                                            | WGPSN |
| Marjanah   | 38° 12′ N, 303° 01′ O / 38.2°N,303.01°O  | 12,95         | Marjanah - Reina de la Història de Kamar Al-Zaman.                                                                                            | WGPSN |
| Masrur     | 66° 16′ N, 294° 16′ O / 66.27°N,294.27°O | 15,13         | Masrur - Enuc espadatxí de la història Nur al-Din Ali i la dama Anis al-Jalis.                                                                | WGPSN |
| Morgiana   | 31° 45′ N, 196° 10′ O / 31.75°N,196.17°O | 15,40         | Morgiana - Esclava astuta de la història Ali Baba i els quaranta lladres                                                                      | WGPSN |
| Musa       | 73° 51′ N, 11° 35′ O / 73.85°N,11.59°O   | 21,81         | Musa - Porta els gerros que conté Jinni de la història La ciutat de llautó.                                                                   | WGPSN |
| Mustafa    | 30° 46′ S, 184° 57′ O / 30.76°S,184.95°O | 15,54         | Mustafa - El vell sastre de la història Aladí i la llàntia meravellosa.                                                                       | WGPSN |
| Omar       | 17° 53′ N, 273° 58′ O / 17.89°N,273.97°O | 11,54         | Omar - Gran rei, pare de Sharrkan i Zau al-Makán de La història del rei Omar i els seus fills.                                                | WGPSN |
| Otbah      | 40° 02′ S, 159° 48′ O / 40.03°S,159.8°O  | 10,02         | Otbah - El protagonista de la història Otbah i Rayya.                                                                                         | WGPSN |
| Parwez     | 22° 57′ N, 25° 34′ O / 22.95°N,25.56°O   | 13,49         | Parwez - La segona de les tres princeses de la història Les dues germanes que envejaven la seva germana petita.                               | WGPSN |
| Peri-Banu  | 62° 02′ N, 319° 08′ O / 62.04°N,319.14°O | 14,89         | Peri-Banu - Gènia que es casa amb Ahmad ajudant-lo a satisfer les demandes del seu pare.                                                      | WGPSN |
| Perizadah  | 21° 07′ S, 155° 07′ O / 21.12°S,155.11°O | 10,43         | Perizadah - La menor de les tres princeses de la història Les dues germanes que envejaven la seva germana petita.                             | WGPSN |
| Rayya      | 32° 25′ S, 178° 53′ O / 32.41°S,178.88°O | 9,54          | Rayya - La protagonista de la història Otbah i Rayya.                                                                                         | WGPSN |
| Sabur      | 23° 54′ S, 296° 11′ O / 23.9°S,296.18°O  | 7,53          | Sabur - Rei de Pèrsia i pare de Kamar de la història El cavall de banús.                                                                      | WGPSN |
| Salih      | 5° 59′ S, 4° 24′ O / 5.99°S,4.4°O        | 4,41          | Salih - Germà de Julnar. Aquest cràter s'utilitza per definir el primer meridià d'Encèlad.                                                    | WGPSN |
| Samad      | 61° 41′ N, 1° 14′ O / 61.69°N,1.23°O     | 14,98         | Samad - El xeic que condueix Musa i Talib a les muntanyes de la història La ciutat de llautó.                                                 | WGPSN |
| Shahrazad  | 46° 30′ N, 201° 36′ O / 46.5°N,201.6°O   | 19,91         | Xahrazad - La protagonista que explica la història de Les mil i una nits al sultà Xahriar.                                                    | WGPSN |
| Shahryar   | 57° 43′ N, 226° 41′ O / 57.71°N,226.69°O | 24,00         | Xahriar - Sultà a qui Xahrazad narra les històries de Les mil i una nits.                                                                     | WGPSN |
| Shakashik  | 17° 35′ S, 181° 16′ O / 17.59°S,181.26°O | 8,50          | Shakashik - El sisè germà del barber de La història del desconcert.                                                                           | WGPSN |
| Sharrkan   | 16° 25′ N, 301° 55′ O / 16.42°N,301.91°O | 4,30          | Sharrkan - Fill del rei Omar a La història del rei Omar i dels seus fills.                                                                    | WGPSN |
| Shirin     | 2° 16′ S, 172° 49′ O / 2.27°S,172.82°O   | 8,84          | Shirin - Reina, esposa de Khusrau a la historia Khusrau, Shirin i el pescador.                                                                | WGPSN |
| Sindbad    | 66° 58′ N, 211° 37′ O / 66.97°N,211.61°O | 29,44         | Sindbad - Mariner protagonista de set viatges a la història de Les aventures de Sindbad                                                       | WGPSN |
| Yunan      | 53° 57′ N, 285° 47′ O / 53.95°N,285.79°O | 19,52         | Yunan - Rei d'una ciutat persa a La història del visir i del savi Duban.                                                                      | WGPSN |
| Zaynab     | 69° 31′ N, 26° 58′ O / 69.52°N,26.97°O   | 23,80         | Zaynab - La protagonista a Les aventures de Dadila l'enginyosa i de la seva filla Zaynab la caçadora-conill."                                 | WGPSN |
| Zumurrud   | 22° 14′ S, 182° 03′ O / 22.23°S,182.05°O | 20,80         | Zumurrud - El protagonista de la història Ali Shar i Zumurrud.                                                                                | WGPSN |